# Lucăceni (okręg Satu Mare)
Lucăceni – wieś w Rumunii, w okręgu Satu Mare, w gminie Berveni. W 2011 roku liczyła 1478 mieszkańców. 